# Боскарино, Саманта
Саманта Боскарино (англ. Samantha Boscarino; род. 26 декабря 1994) — американская актриса и певица из округа Вентура, штат Калифорния. Наиболее известна своей ролью в фильме производства Nickelodeon «Противостояние» и ролью Молли в телесериале «Как зажигать», а также главной ролью Элли в телефильме 2016 года «Убийственные чирлидерши».

## Карьера
Карьера Боскарино в кино началась с роли Алисии Риверы в фильме Тайры Бэнкс «Противостояние», в котором также сыграла Бриджит Мендлер. В 2009 году снялась в фильме «Идеальная игра» в роли Глории Хименес и в телесериале «Братья Джонас» в роли Эми. Также Саманта снялась в таких телесериалах как, «Родители» в роли Линдси и «Тру Джексон» в роли Карлы Густав. Снялась в восьми эпизодах в эпизодической роли Скайлар в сериале «Держись, Чарли!» вместе с Мендлер. В середине 2010 года снялась в телесериале «Волшебники из Вэйверли Плэйс» в роли Лизы Кукуй. В 2011 году снялась в роли Си Джей в ситкоме «Эпические приключения Бакета и Скинера».
В 2012 году Боскариног снялась в роли Молли Гарфанкель в сериале Nickelodeon «Как зажигать». Премьера состоялась 4 февраля 2012 года, а финал — 8 декабря того же года. Появилась в качестве гостя в детском телешоу Figure It Out. В 2016 году Боскарино сыграла главную роль Элли в фильме «Убийственные чирлидерши».

## Фильмография
| Год       |    | Русское название                       | Оригинальное название               | Роль            |
| --------- | -- | -------------------------------------- | ----------------------------------- | --------------- |
| 2008      | в  | Противостояние                         | The Clique                          | Алисия Ривера   |
| 2009      | ф  | Идеальная игра                         | The Perfect Game                    | Глория Хименес  |
| 2009      | с  | Братья Джонас                          | Jonas L.A.                          | Эми             |
| 2010      | с  | Родители                               | Parenthood                          | Линдси          |
| 2010      | с  | Тру Джексон                            | True Jackson, VP                    | Карла Густав    |
| 2010—2014 | с  | Держись, Чарли!                        | Good Luck Charlie!                  | Скайлер         |
| 2010      | с  | Волшебники из Вэйверли Плэйс           | Wizards of Waverly Place            | Лиза Кукуй      |
| 2011      | с  | Эпические приключения Бакета и Скинера | Bucket & Skinner’s Epic Adventures  | Синди Джонсон   |
| 2012      | с  | Как зажигать                           | How to Rock                         | Молли Гарфанкел |
| 2014      | тф | Потерянная Зои                         | Zoe Gone                            | Эмбер           |
| 2014      | с  | Морская полиция: Спецотдел             | NCIS                                | Мэри ЛаФлёр     |
| 2015      | с  | Обитель лжи                            | House of Lies                       | Эвери           |
| 2015      | с  | Девушка познаёт мир                    | Girl Meets World                    | Софи Миллер     |
| 2015      | с  | Красотки в Кливленде                   | Hot in Cleveland                    | вышибала        |
| 2016      | тф | Убийственные чирлидерши                | The Cheerleader Murders             | Элли Дэвис      |
| 2017      | с  | Царство животных                       | Animal Kingdom                      | невеста         |
| 2018      | ф  | Бог не умер: Свет во тьме              | God’s Not Dead: A Light in Darkness | Китон           |
| 2019      | с  | Ординатор                              | The Resident                        | Белла           |
| 2019      | с  | Бесстыжие                              | Shameless                           | Сабрина         |